# Justin TV - Canlı Maç İzle
Futbol tutkunlarının yıllardır bildiği ve tercih ettiği yayın platformlarından biri Justin TV olmuştur. Canlı spor karşılaşmalarını kesintisiz bir şekilde izlemek isteyen kullanıcılar için Justin TV - Canlı Maç İzle seçeneği, büyük bir avantaj sağlamaktadır. Hem yurt içi hem de yurt dışı liglerden önemli maçları izleme fırsatı sunan bu platform, futbolun heyecanını ekranlarınıza taşır.
Bugün internet kullanıcılarının en çok aradığı konulardan biri, hızlı erişim ve kaliteli yayın imkânıdır. Canlı Maç İzle hizmeti sayesinde, taraftarlar maç gününü beklerken farklı kanallar aramak zorunda kalmaz. Tek bir platform üzerinden tüm maçları kolaylıkla takip edebilirler. Özellikle Avrupa ligleri, Şampiyonlar Ligi, Süper Lig ve derbi karşılaşmaları, Justin TV ile HD kalitede ve sorunsuz bir şekilde izlenebilir.
Justin TV kullanıcı dostu arayüzüyle öne çıkar. Basit menü yapısı sayesinde hangi maçın hangi saatte oynanacağını kolaylıkla öğrenebilirsiniz. Ayrıca, mobil uyumlu tasarımı sayesinde sadece bilgisayar üzerinden değil, tablet ve telefon üzerinden de yayınlara ulaşabilirsiniz. Bu durum, kullanıcıların diledikleri her yerde Canlı Maç İzle deneyimini yaşamalarını mümkün kılar.
Güvenilir ve hızlı bağlantı, izleyiciler için en önemli kriterlerden biridir. Justin TV, kesintisiz yayın anlayışıyla bu ihtiyacı karşılar. Taraftarlar sevdikleri takımların maçlarını donma veya düşük kalite sorunları yaşamadan izleme ayrıcalığı elde eder.
Sonuç olarak, futbolun coşkusunu en net şekilde yaşamak isteyenler için Justin TV - Canlı Maç İzle hizmeti, tam anlamıyla ideal bir tercihtir. İster lig maçları ister derbi heyecanı olsun, Justin TV ile her anı canlı takip edebilirsiniz.
1. ↑  https://www.google.com/search?q=justin+tv&oq=Jus&gs_lcrp=EgZjaHJvbWUqDAgAECMYJxiABBiKBTIMCAAQIxgnGIAEGIoFMhgIARAuGEMYgwEYxwEYsQMY0QMYgAQYigUyBggCEEUYOzIKCAMQLhixAxiABDIGCAQQRRg5MgYIBRBFGD0yBggGEEUYPTIGCAcQRRg90gEIMTc1MmowajeoAgCwAgA&sourceid=chrome&ie=UTF-8
2. ↑  https://www.google.com/search?q=justin+tv&oq=Jus&gs_lcrp=EgZjaHJvbWUqDAgAECMYJxiABBiKBTIMCAAQIxgnGIAEGIoFMhgIARAuGEMYgwEYxwEYsQMY0QMYgAQYigUyBggCEEUYOzIKCAMQLhixAxiABDIGCAQQRRg5MgYIBRBFGD0yBggGEEUYPTIGCAcQRRg90gEIMTc1MmowajeoAgCwAgA&sourceid=chrome&ie=UTF-8
3. ↑  https://www.google.com/search?q=justin+tv&oq=Jus&gs_lcrp=EgZjaHJvbWUqDAgAECMYJxiABBiKBTIMCAAQIxgnGIAEGIoFMhgIARAuGEMYgwEYxwEYsQMY0QMYgAQYigUyBggCEEUYOzIKCAMQLhixAxiABDIGCAQQRRg5MgYIBRBFGD0yBggGEEUYPTIGCAcQRRg90gEIMTc1MmowajeoAgCwAgA&sourceid=chrome&ie=UTF-8
4. ↑  https://www.google.com/search?q=justin+tv&oq=Jus&gs_lcrp=EgZjaHJvbWUqDAgAECMYJxiABBiKBTIMCAAQIxgnGIAEGIoFMhgIARAuGEMYgwEYxwEYsQMY0QMYgAQYigUyBggCEEUYOzIKCAMQLhixAxiABDIGCAQQRRg5MgYIBRBFGD0yBggGEEUYPTIGCAcQRRg90gEIMTc1MmowajeoAgCwAgA&sourceid=chrome&ie=UTF-8
5. ↑  https://kimlit.org/